# Blang Kolak II
Blang Kolak II is een bestuurslaag in het regentschap Aceh Tengah van de provincie Atjeh, Indonesië. Blang Kolak II telt 3587 inwoners (volkstelling 2010).